# Remycampa
Remycampa es un género de dipluro en la familia Campodeidae.